# Danmarksmesterskabet (indendørs fodbold)
Danmarksmesterskabet (indendørs fodbold) DBU har fra 1994 kåret en officiel dansk mester i indendørs fodbold. Fra 1994-2007 blev mesterskabet spillet på baner med bander. Siden 2008 har mesterskabet været erstattet af DM i futsal.

## Danmarksmestre i indendørs fodbold 1994-2007
- 1994 Idrætsforeningen Skjold Birkerød[1]
- 1995 Køge Boldklub[2]
- 1996 FC København
- 1997 FC København
- 1998 Døllefjelde-Musse IF
- 1999 Holstebro Boldklub
- 2000 Køge Boldklub[2]
- 2001 Køge Boldklub[2]
- 2002 Køge Boldklub[2]
- 2003 Næstved BK
- 2004 Vivild IF
- 2005 Albertslund IF
- 2006 Vivild IF
- 2007 Vivild IF[3]